# 物种考察国际研究所
物种考察国际研究所（International Institute for Species Exploration，IISE）是美国亚利桑那州立大学的一个研究机构。其致力于改进分类学考察及编撰动植物新物种。其位于美国亚利桑那州。该研究所所长为康奈尔大学昆虫学家Quentin D. Wheeler教授。
自2008年起，其每年都发表上年度“十大”最独特的生物群，